# Département de Dakar
Pour les articles homonymes, voir Dakar (homonymie).
Le département de Dakar est l'un des 46 départements du Sénégal et l'un des 5 départements de la région de Dakar (Sénégal).

## Géographie
Le département est situé à l'extrémité de la Presqu'île du Cap-Vert baignée par l'Océan Atlantique.

## Histoire
À partir de 1972, les cercles, subdivisions des régions sénégalaises sont progressivement remplacées par les départements. En 1984, la région mono-départementale de Dakar est divisée en trois départements : Dakar, Pikine et Rufisque. Le ressort territorial actuel, ainsi que le chef-lieu des départements et arrondissements sont ceux fixés par un décret du 10 septembre 2008 qui abroge toutes les dispositions antérieures contraires.

## Population
Lors du recensement de 2002, le nombre d'habitants s'élevait à 955 897. En 2005 il était estimé à 1 030 594. En 2023, le département de Dakar est le second plus peuplé du Sénégal (derrière celui de Mbacké) avec 1 182 416 habitants recensés.

## Préfet
Le préfet du département de Dakar est Monsieur Cherif Mouhamadou Blondin Ndiaye.

## Administration
Le département de Dakar est constitué de quatre arrondissements et 19 communes d'arrondissement.
| Arrondissements     | Population (2013) | Superficie km2 | Communes d'arrondissement                                                         |
| ------------------- | ----------------- | -------------- | --------------------------------------------------------------------------------- |
| Almadies            | 211 315           | 30,1           | Mermoz-Sacré-Cœur • Ngor • Ouakam • Yoff                                          |
| Dakar Plateau       | 189 486           | 14,7           | Dakar-Plateau • Fann-Point E-Amitié • Gorée • Gueule Tapée-Fass-Colobane • Médina |
| Grand Dakar         | 306 728           | 18,9           | Biscuiterie • Dieuppeul-Derklé • Grand Dakar • Hann Bel-Air • HLM • Sicap-Liberté |
| Parcelles Assainies | 438 527           | 14,7           | Cambérène • Grand Yoff • Parcelles Assainies • Patte d'Oie                        |
| Total               | 1 030 594         | 78,4           |                                                                                   |